# Uspjeh (televizijska serija)
Uspjeh, hrvatska dramska serija koja se od 2019. emitira na streamingu HBO Max.

## Uloge
- Toni Gojanović kao Kiki
- Tara Thaller kao Blanka
- Iva Mihalić kao Vinka
- Uliks Fehmiu kao Haris
- Filip Mayer kao Sven
- Ivana Roščić kao Jana

## Vanjske poveznice
- Uspjeh u međumrežnoj bazi filmova IMDb-a